# Andulo
Andulo este o așezare situată în partea centrală a Angolei, în Provincia Bié. Este reședința municipalității omonime.